# Jean Brunet (peintre)
Pour les articles homonymes, voir Jean Brunet et Brunet.

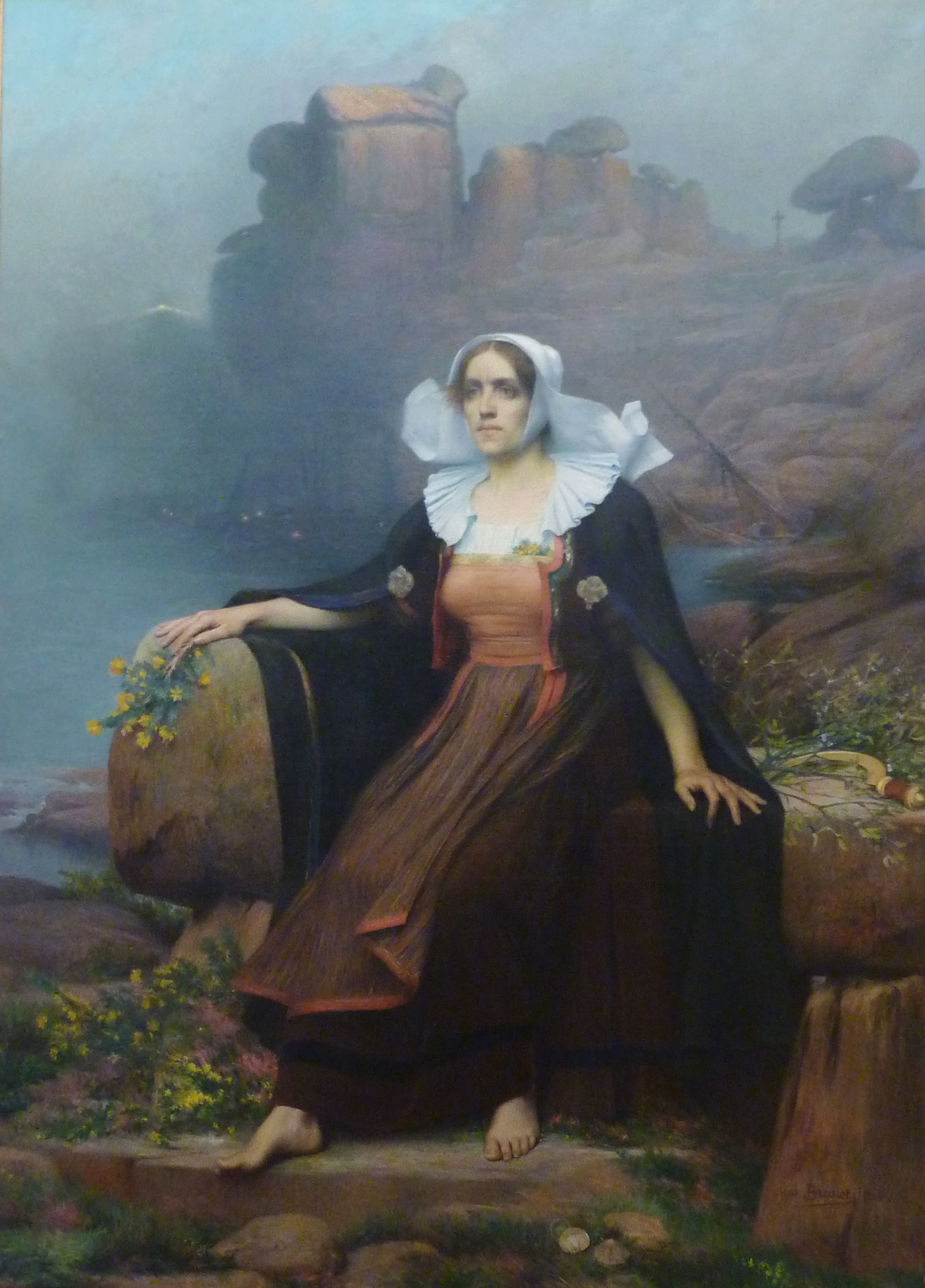
La Bretagne, Musée des beaux-arts de Quimper, 1908.

Jean Jacques Baptiste Brunet, né à Mézières-en-Brenne le 15 février 1849 et mort à Poitiers le 23 février 1917, est un peintre français. 

## Biographie
Jean Brunet étudie à l'école des Beaux-Arts de Poitiers et s'installe à Paris en 1872 où il est l’élève de Jean-Léon Gérôme et Gustave Boulanger. Il participe dès 1876 au Salon des artistes français où il présente des scènes paysannes, religieuses ou romantiques.
Il expose au Salon des indépendants de 1927 à 1929.